# Sérgio Olavo Pinto da Costa
Sérgio Olavo Pinto da Costa (Campinas, 20 de novembro de 1930 – São Paulo, 13 de março de 2023) foi um geneticista, pesquisador e professor universitário brasileiro.
Comendador e grande oficial da Ordem Nacional do Mérito Científico  e membro titular da Academia Brasileira de Ciências, Sérgio foi um dos precursores da pesquisa e do ensino em genética de microrganismos no Brasil. Foi presidente da Sociedade Brasileira de Genética e professor de diversos cursos de genética pelo país.

## Biografia
Nascido em Campinas, em 1930, Sérgio se formou em Medicina pela Universidade Federal do Paraná em 1958. Ainda na graduação, começou a se interessar pelas áreas de Microbiologia, Genética e Patologia. Atuou em vários cargos importantes, tendo sido diretor do departamento de patologia da Santa Casa de Misericórdia de Curitiba.
Antes de concluir o curso, já exercia intensa atividade de pesquisa, onde trabalhou sob a orientação dos professores Metry Bacila, do Departamento de Bioquímica e Carlos da Silva Lacaz, eminente microbiólogo da Universidade de São Paulo. Assim transferiu-se para a Medicina Veterinária, fazendo uma especialização em microbiologia na Universidade Federal do Rio de Janeiro, com mestrado em ciências biológicas na Universidade de São Paulo. Em 1969, defendeu o doutorado em microbiologia na mesma área pela USP.
Professor da USP desde 1966, foi um dos pesquisadores que iniciaram o ensino e as pesquisas em genética de microrganismos no Brasil. Um de seus primeiros trabalhos foi o estudo das bases moleculares de bactérias gram-negativas resistentes a antibióticos.
No final dos anos 1950, no Instituto de Pesquisas Tecnológicas do Paraná, criou seu primeiro laboratório de pesquisa em genética de bactérias. Realizou estágio de pós-doutorado na Universidade de Miami e tornou-se professor titular da USP em 1987. Aposentou-se em 1989, mas permaneceu no Departamento de Microbiologia do Instituto de Ciências Biomédicas da USP, na qualidade de Professor Visitante.
Prestou consultoria ao Curso de Pós-Graduação de Biotecnologia da Universidade de Caxias do Sul (RS) e foi professor do Curso de Pós-Graduação de Mestrado em Saúde Coletiva da Universidade Católica de Santos (SP). Desde 1982, era professor visitante da Universidade de Bayreuth, na Alemanha, colaborando com o geneticista Wolfgang Schumann. Realizou também importantes colaborações com pesquisadores da Alemanha, Portugal e Japão. 
Professor e pesquisador do departamento de Microbiologia do Instituto de Ciências Biomédicas da USP, Sérgio tinha vários projetos de pesquisa em andamento, como o isolamento de amebas patogênicas, estudo da epidemiologia da tuberculose na Paraíba, além de estudos com vírus do HIV entre outros projetos relacionados a microrganismos patogênicos.

## Morte
Sérgio morreu em 13 de março de 2023, em São Paulo, aos 92 anos. Ele foi velado e cremado no Crematório da Vila Alpina, na capital paulista.